# سفالة (قرية بحرينية)
سفالة هي قرية في جزيرة سترة شرق مملكة البحرين وتقع في الساحل الشرقي من الجزيرة.
يوجد ستة مساجد في القرية هم، مسجد الشيخ مؤمن، مسجد العلويات، مسجد العبد الصالح(الكتاب)،مسجد الشيخ إبراهيم(الرفض)،مسجد الشيخ عابد، مسجد الشيخ زاهر، مسجد الشيخ محمد(الوسطي)،مسجد ومزار الشيخ عباس، وهناك خمس مآتم منها ثلاثة للرجال واثنان للنساء.

## التسمية
سفالة (بضم السين) نقيض العلو. وسفالة كل شي وعلاوته: أسفله وأعلاه. وربما سميت بذلك لأنها لا توجد بعدها قرية في جهة الجنوب، وهيا تقع جنوب قرية مهزة. وكان أهالي جزيرة سترة سابقا يسمون جهة الجنوب بالسافلي، وجهة الشمال بالعالي. وقال ابن منظور في لسان العرب: كن في علاوة الريح، وسفالة الريح. فأما علاوتها فأن تكون فوق الصيد، وأما سفالتها فأن تكون تحت الصيد لا تستقبل الريح. وربما أطلق عليها ذلك لشهرتها بصيد الأسماك، وبالأخص الروبيان. وتقع سفالة شرق جزيرة سترة، وهي قريبة من البحر من جهة الشرق. وكانت مرسى قوارب صيد الأسماك.

ويطلق اسم سفالة على مدن تقع في قارة أفريقية، فهناك سفالة على الشاطئ الشرقي لأفريقية. فقد ذكر حسين مؤنس أن ابن بطوطة كان يتنقل من سفالة على الشاطئ الشرقي لأفريقية في موزمبيق الحالية إلى ظفار على الساحل الجنوبي لشبه الجزيرة العربية. كما أن هناك في جنوب المغرب مدينة تسمى (سفالة)، وتشتهر بالذهب. 
يوجد في قرية سفالة مصيف ممتاز يسمى (التوابع) في الجهة الشرقية منها قرب ساحل البحر، وكان معظم أهالي القرية يصيفون فيه، لتوفر مقومات المصيف فيه حيث يوجد به ينبوع ماء قوى، كان يروي النخيل المجاورة له. وكان أهل قرية سفالة يحترفون الزراعة، وصيد الأسماك. فكانوا يهتمون بزراعة النخيل، وزراعة الفاكهة والخضار. ومن النخيل المشهورة في قرية سفالة: نخيل الحوري، نخيل الصبان، نخيل الدجة، نخيل البسيتين، نخيل أبو ثور، نخيل بديعة صباح، ونخيل الحجة، وغيرها. كما توجد في جنوب قرية سفالة مزرعة كبيرة تسمى أبو العيش، تحتوي على أنواع مختلفة من النخيل، وأشجار الفاكهة التي منها: الرمان، اللوز، البمبر، والبطيخ، وأنواع الخضار المتعددة مثل: البامية، الباذنجان، الطماطم، والبقول، كما كان يزرع البرسيم علفا للماشية.
وأهالي سفالة مشهورين إلى يومنا هذا بصيد الأسماك، وأجود أسماك جزيرة سترة هي أسماك سفالة، لأنهم يستخدمون طرقا في صيد الأسماك تختلف عما يستخدمه أهالي القرى الأخرى. فأسماك الأقفاص (الزرابيج) كما يسميها أهالي قرية سفالة لحمها جيد.
كما أن قرية سفالة كانت مشهورة بصيد الروبيان، حضائر الروبيان المختلفة التي منها: امديغيطة، بنت كمال، والرفية، واجبيلوه، والكبيب، وبدع الحسن، والعروس، والغربية، والترلات، وجلبان من الحضائر المشهورة بصيد الروبيان، وكانت تصدر هذه الثروة السمكية إلى بلدان المنطقة.
وبقرية سفالة ستة مساجد صغيرة بسيطة البناء هي: مسجد الشيخ إبراهيم المسمى (مسجد الرفض) في الغرب، مسجد الشيخ مؤمن في الوسط الشمالي لسفالة، مسجد الشيخ زاهر في الشمال عند طريق مهزة، مسجد الشيخ في الوسط من شرق سفالة، مسجد العلويات في الشرق، مسجد عبدالصالح في الجنوب. 
كما أن بها ثلاثة مآتم حسينية، أقدمها المأتم الشمالي المعروف باسم (مأتم العصافير) والذي كان يسمى (مأتم سفالة)، وقد تأسس هذا المأتم في أيام الشيخ محمد علي بن الشيخ عبد الله بن الشيخ عباس – قدس الله أرواحهم)، وكان يضم جميع أهالي قرية سفالة حتى عام 1959م، حيث تأسس المأتم الجنوبي المسمى (بمأتم أبناء عبدالخضر)، ثم المأتم الغربي واسمه (مأتم الشباب) وقد تأسس عام 1972م.
ومن العائلات المشهورة في قرية سفالة: عائلة العصفور، وكان عميدها الحاج عبد الله بن علي بن محمد العصفور المتوفى في عام 2/3/1973م رحمه الله. وكان عضوا في مجلس بلدية سترة، ومختارا لقرية سفالة، وكان رجلا صالحا. وعائلة السادة الذين ينتمون إلى السيد سلمان بن السيد حسين بن السيد مكي بن السيد شبر بن السيد أحمد بن السيد كاظم بن السيد علي الموسوي اسكنهم الله فسيح جناته. وعائلة الحاج علي بن عباس البري، وعائلة المنو، وعائلة عبدالخضر، وعائلة الحاج حسين الصافي، وعائلة علي بن حسن الوزير، وعائلة آل مرهون.